# Vespadelus troughtoni
Vespadelus troughtoni is een vleermuis uit het geslacht Vespadelus die voorkomt langs de oostkus van Australië, van het Kaap York-schiereiland tot de omgeving van Kempsey in New South Wales. Hij komt in het westen voor tot de Great Dividing Range. Hij leeft in open bos. De soort slaapt in goed verlichte delen van grotten en mijnen. Dat gebeurt meestal in kleine groepen, hoewel er ook kolonies van tot 500 dieren bekend zijn. In sommige classificaties wordt deze soort tot V. pumilus gerekend.
De vacht is bruin, aan de bovenkant wat donkerder dan aan de onderkant. De huid is donkergrijs. De kop-romplengte bedraagt 38 tot 44 mm, de staartlengte 31 tot 38 mm, de voorarmlengte 33,0 tot 36,4 mm, de oorlengte 10 tot 13 mm en het gewicht 4,6 tot 6,7 g.